# Zwickauer Mulde
Zwickauer Mulde – rzeka w Niemczech, w zachodniej części Saksonii. Rzeka bierze swój początek od zapory Muldenberg, w pobliżu miasta Schöneck/Vogtl. Wraz z Freiberger Mulde tworzy Muldę.